# Competentiegericht leren
Competentiegericht leren of competentiegericht onderwijs is gericht op het leren van competenties die nodig zijn voor de uitoefening van een beroep of functie. Deze vorm van onderwijs wordt in Nederland vooral geschikt geacht voor volwasseneneducatie, beroepsonderwijs en hoger onderwijs.

## Competenties
Het begrip competenties heeft geen eenduidige betekenis. Het is een zogenaamd 'fuzzy concept'. In een studie in opdracht van de Onderwijsraad hebben Van Merriënboer, Van der Klink en Hendriks in 2002 zes kenmerken van het begrip competenties geïdentificeerd. In de onderwijs- leerwetenschappen wordt een competentie gezien als een cluster van (cognitieve)vaardigheden, kennis en houding, gebondenheid aan een context met de mogelijkheid tot ontwikkeling van competentie in de tijd.

## Achtergrond
Het bedrijfsleven voelde de behoefte aan meer op de praktijk gestoeld onderwijs en drong aan op aanpassingen in het mbo en andere beroepsopleidingen. Theoretisch wordt de keuze voor competentiegericht onderwijs wel gerechtvaardigd met een verwijzing naar bepaalde stromingen uit de leerpsychologie. In de VS komt "competency-based education" voort uit de "behavioral objectives movement" die rond 1950 ontstond. Deze behavioristische stroming was geïnspireerd door het werk van onder meer Franklin Bobbitt (1876-1956), die stelde dat "de normen en de richting van het onderwijs moeten voortkomen uit de consument: de maatschappij". Deze meer op het 'ik' gerichte onderwijsstrategie werd gebruikt door Benjamin Bloom (1913-1999). Hij ontwikkelde een meetinstrument voor het onderwijs dat gebaseerd was op "direct waarneembare gedragingen die op een betrouwbare wijze kunnen worden geregistreerd als aan- of afwezig".

## Toekomst en kritiek
Inmiddels is door ervaring het inzicht gerijpt dat competentiegericht onderwijs niet de enige geschikte aanpak is. Door deze vorm van onderwijs als wondermiddel te presenteren wordt, zo stellen critici, veronachtzaamd dat andere vormen van onderwijs wel degelijk ook gericht zijn op vaardigheden. Daarnaast wordt op de tekortkoming gewezen dat competentiegericht onderwijs zich niet zou richten op persoonlijke ontwikkeling, maar vooral op een bedrijfsmatig functionele en taakgerichte ontwikkeling. Kortom, deze vorm van onderwijs levert betere werknemers af, maar geen betere mensen. Volgens andere critici dreigen bovendien zowel de feitenkennis als het inzicht in historische ontwikkelingen en hun onderlinge samenhang helemaal uit beeld te raken door de soms zeer grote nadruk op praktische vaardigheden.
De Tweede Kamer heeft op 19 mei 2011 het wetsvoorstel over de invoering van de beroepsgerichte kwalificatiestructuur aangenomen. Daarmee is vooral de benaming veranderd van competentiegerichte kwalificatiestructuur naar beroepsgerichte kwalificatiestructuur. De benaming beroepsgericht geeft meer de feitelijke inhoud van de tweede generatie kwalificatiestructuur weer. Er ligt daarmee minder de nadruk op de lijst met competenties, die dominant op de eerste generatie kwalificatiedossiers drukte.